# ロウアー・オーガスタ郡区 (ペンシルベニア州ノーサンバーランド郡)
ロウアー・オーガスタ郡区（Lower Augusta Township）は、アメリカ合衆国ペンシルベニア州ノーサンバーランド郡にある郡区である。2000年現在の人口は1,039人。

## 地理
アメリカ国勢調査局によると、ロウアー・オーガスタ郡区の総面積は52.9km2。47.3km2が陸地で、5.6km2が水に覆われている。

## 人口
2000年の国勢調査によると、ロウアー・オーガスタ郡区の人口は1,039人であり、401世帯、322家族が居住している。人口密度は 1平方キロメートルあたり22.8人である。425軒の家があり、1平方キロメートルあたり9.0軒の家が建っている。町の人種構成は、98.42%が白人、0.19%が黒人ないしアフリカ系アメリカ人、0.00%がアメリカ先住民、0.56%がアジア人、0.00%が太平洋諸島系、0.00%がその他の人種であり、0.83%は混血である。人口の0.28%はラテン系である。
全世帯の29.7%には18歳未満の子供が同居しており、71.3%は夫婦で一緒に生活している。4.0%は夫のいない女性が世帯主であり、19.5%は独身である。全世帯の15.7%は一人暮らしであり、5.7%が65歳以上である。平均世帯人数は2.68人、平均家族人数は2.99人である。
ロウアー・オーガスタ郡区の人口は、21.5%が18歳未満、18歳以上24歳以下が8.8%、25歳以上44歳以下が25.8%、45歳以上64歳以下が31.0%、65歳以上が13.0%である。年齢の中央値は41歳である。女性100人に対して男性は103.6人であり、18歳以上の100人の女性に対して男性は104.1人である。
町の1世帯あたりの平均収入は41,087ドルであり、1家族あたりの平均収入は44,417ドルである。男性の平均収入が30,969ドルに対し、女性の平均収入は20,147ドルである。1人あたりの収入は16,877ドルである。人口の2.7%（全家族の1.5%）が極貧層である。18歳以下の住民の0.4%、65歳以上の住民の5.6%は貧しい生活を送っている。